# Nicolò Corradini

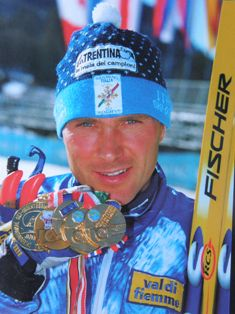
Nicolò Corradini

Nicolò Corradini (* 20. Oktober 1964 in Castello-Molina di Fiemme) ist ein ehemaliger italienischer Ski-Orientierungsläufer.
Corradini, der für den Verein Gruppo Sportivo Fiamme Oro antrat, gewann zwischen 1994 und 2000 vier Weltmeistertitel im Ski-Orientierungslauf. Bei der Heim-Weltmeisterschaft 1994 im Nonstal gewann er das Kurzdistanzrennen zusammen mit dem Russen Iwan Kusmin sowie das Langdistanzrennen. In der Staffel verpasste das italienische Quartett mit Enzo Macor, Luigi Girardi, Corradini und Marco Selle mit Rang vier eine Medaille. Corradini hatte aber mit seinen zwei Goldmedaillen die ersten beiden Medaillen für Italien überhaupt bei einer Ski-Orientierungslauf-Weltmeisterschaft gewonnen. 1996 in Lillehammer gelang ihm die Titelverteidigung auf der Langdistanz, während er auf der Kurzdistanz 24. wurde. 1998 wurde er hinter Wiktor Kortschagin aus Russland und Pekka Varis aus Finnland Langdistanzdritter. Bei seiner letzten Weltmeisterschaft 2000 im russischen Krasnojarsk wurde er erneut Weltmeister auf der Kurzdistanz.
Corradini gewann des Weiteren 19 italienische Meisterschaften. Er ist Vater von drei Kindern und betreibt einen Hof im Val di Fiemme.

## Platzierungen
Weltmeisterschaften:
- 1986: 8. Platz Staffel
- 1988: 12. Platz Kurz, 15. Platz Lang, 7. Platz Staffel
- 1990: 11. Platz Kurz, 5. Platz Lang, Staffel dsq.
- 1992: 26. Platz Kurz, 8. Platz Lang, 5. Platz Staffel
- 1994: 1. Platz Kurz, 1. Platz Lang, 4. Platz Staffel
- 1996: 24. Platz Kurz, 1. Platz Lang, 5. Platz Staffel
- 1998: 10. Platz Kurz, 3. Platz Lang, 8. Platz Staffel
- 2000: 1. Platz Kurz, 7. Platz Lang, 7. Platz Staffel